# Julius Aagaard
Johan Gottlieb Julius Aagaard (* 26. April 1847 in Odense; † 15. Dezember 1926 in Tranebjerg, Samsø) war ein dänischer Heliograph und Fotograf.

## Leben
Julius Aagaard war ein Sohn von Hans Christian Aagaard und mit mehreren anderen Künstlern, u. a. dem Landschaftsmaler Carl Frederik Aagaard und dem Xylographen Johan Peter Aagaard, verwandt. Er besuchte zunächst die Offiziersschule und bildete sich beim Generalstab in Photolithographie aus. Dann absolvierte er die Technische Schule und ab 1879 die Kunstakademie in Kopenhagen. Vor allem bildete er sich aber Reproduktionsgraphiker aus; er war Mitbegründer und von 1883 bis 1900 Inhaber der Reproduktionsfirma Galle & Aagaard. Außerdem arbeitete er von 1881 bis 1919 als Lehrer für Perspektive an der Technischen Schule sowie von 1895 bis 1911 als Assistent von Christian Vilhelm Nielsen (1833–1910) im gleichen Fach an der Kunstakademie in Kopenhagen. In seiner frühen Laufbahn verfertigte er auch Radierungen. Bekanntheit erlangte er jedoch in erster Linie als einer der ersten dänischen Pressefotografen, welchen Beruf er seit etwa 1901 ausübte. Seine Landschaftsfotografien zeichneten sich durch hohe künstlerisch Qualität aus. Aagaard, der am 14. Mai 1875 Vilhelmine Dorothea Christine Brockmeyer (1855–1923) geheiratet hatte, verfasste die Schrift Radierkunstens Teknik (1894) und stellte 1916 in Kopenhagen sein Werk Maler des Zoos aus.